# Kopiereffekt
Als Kopiereffekt (englisch print-through) bezeichnet man die langzeitige magnetische Nachwirkung eines mit Schallsignalen bespielten und auf eine Tonbandspule aufgewickelten Tonbands auf die Nachbarwindungen. Bei dieser unerwünschten Erscheinung handelt es sich um Remanenzänderungen einer Magnetschicht durch das Streufeld magnetisierter Nachbarschichten. Das durch den Kopiereffekt hervorgerufene Störsignal heißt Kopierecho, das bei Ton- oder Videobändern besonders nach längerer Lagerung anzutreffen ist.
Bei Audio-Tonbändern entsteht ein Echoeffekt, der je nach Wickelrichtung vor („Vorecho“) oder nach dem Nutzsignal zu hören ist. Bei Videobändern entsteht der Eindruck von Unschärfe, Zunahme des Bildrauschens oder Schlieren.
Der Kopiereffekt kann auch nutzbringend verwendet werden, indem durch direkten Bandkontakt Schicht gegen Schicht bei gleichzeitiger Erhitzung von einem Mutterband auf ein unbespieltes Band kopiert wird.
Das Wort Echo ist hier etwas irreführend: Die Aufnahme kopiert sich auf die benachbarten Wicklungen, also zeitlich nach vorn und zeitlich wie ein gewöhnliches Echo als verzögerte Wiedergabe. Den Beginn einer Rockmusik-Schallplattenkopie kann man oft eine halbe Sekunde im Voraus leise hören, dann wird die Kopie von der lauten eigentlichen Rockmusik überdeckt.